# Montículo

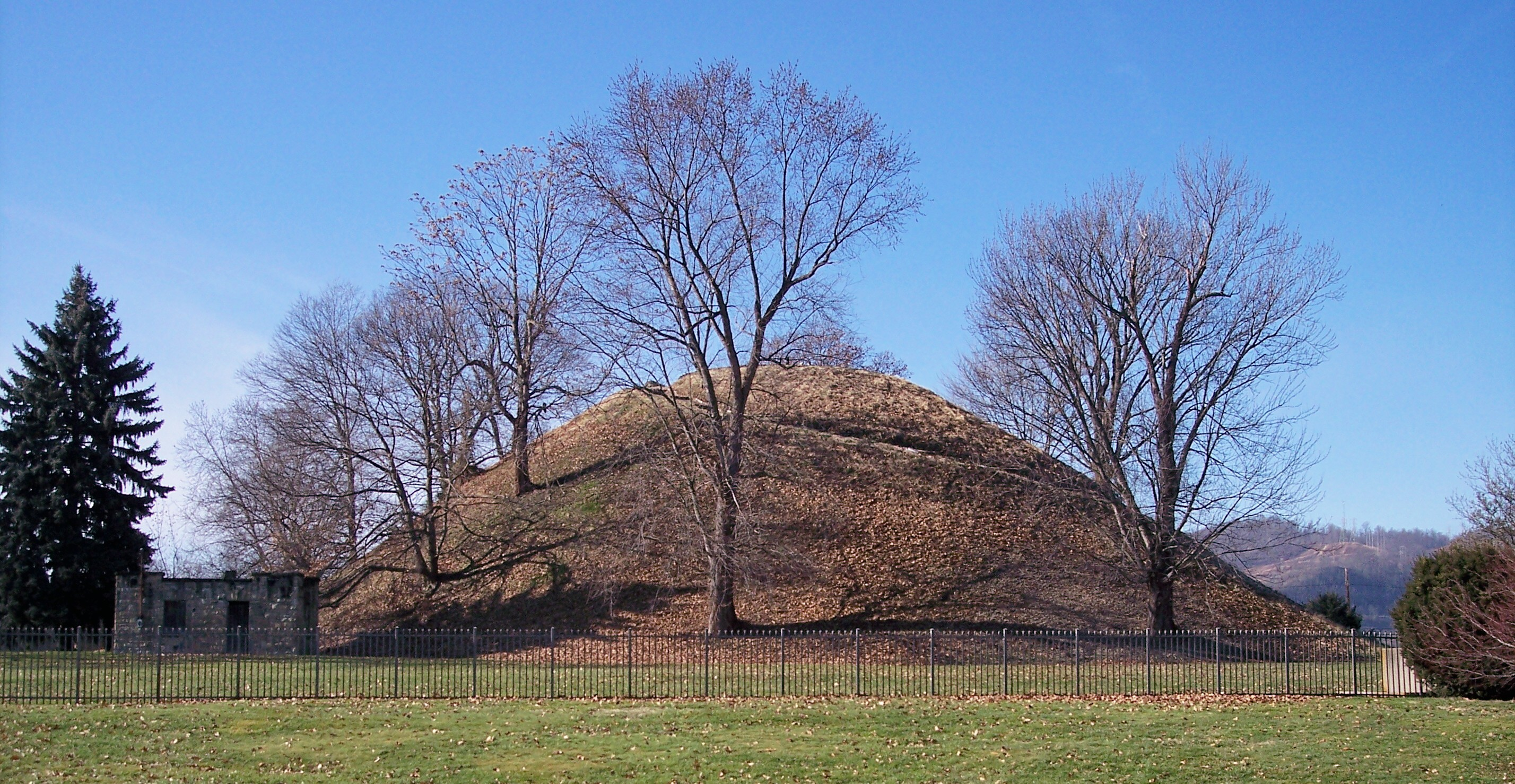
Montículo en Moundsville

Un montículo es una pequeña colina o loma, que suele encontrarse aislado. Puede estar realizado por el hombre o por la naturaleza.
Los montículos artificiales se han realizado a lo largo de la Historia con distintos fines y en distintas formas y usando materiales tales como arena, grava, roca, etc. Los creados con rocas suelen recibir el nombre de cairns y los recubiertos de tierra túmulos.
Los usos que se le han dado, han sido entre otros:
- funerarios;
- militares;
- religiosos;
- vigilancia;
- señalización.